# Boris Berman (pianiste)
Pour les articles homonymes, voir Boris Berman et Berman.
Ne doit pas être confondu avec Lazar Berman, également pianiste russe
Boris Berman (en russe : Борис Берман) est un pianiste et pédagogue russe, né à Moscou en 1948.

## Discographie
- Credo d'Arvo Pärt, sur le disque Collage, avec l'Orchestre et chœur Philharmonia dirigé par Neeme Järvi, chez Chandos Records.
- Intégrale de l'œuvre pour piano de Sergueï Prokofiev, chez Chandos Records.
- Œuvres pour piano d'Alfred Schnittke, chez Chandos Records.
- Sonates & Interludes pour piano-préparé de John Cage, chez Naxos Classics.
- Petrouchka d'Igor Stravinsky, avec l'Orchestre philharmonique d'Israël dirigé par Leonard Bernstein,chez Deutsche Grammophon.